# Bob Balaban
Pour les articles homonymes, voir Balaban.
Bob Balaban est un acteur, scénariste, réalisateur et producteur américain, né le 16 août 1945 à Chicago.

## Biographie
Né dans une famille juive de Chicago, Bob Balaban est le fils de Eleanor (née Pottasch) et de Elmer Balaban, propriétaire de plusieurs salles de cinéma et un important fournisseur de la télévision par câble. Son oncle, Barney Balaban est le président de Paramount Pictures de 1936 à 1964.   

## Filmographie

### comme acteur

#### Cinéma
- 1969 : Macadam cow-boy (Midnight Cowboy) de John Schlesinger : Le jeune étudiant
- 1969 : Me, Natalie de Fred Coe : Morris
- 1970 : Des fraises et du sang (The Strawberry Statement) de Stuart Hagmann : Elliot
- 1970 : Catch-22 de Mike Nichols : Capt. Orr
- 1971 : Making It (en) de John Erman : Wilkie
- 1974 : Bank Shot de Gower Champion : Victor Karp
- 1975 : Rapport confidentiel (Report to the Commissioner) de Milton Katselas : Joey Egan
- 1977 : Rencontres du troisième type (Close Encounters of the Third Kind) de Steven Spielberg : David Laughlin
- 1978 : Girlfriends de Claudia Weill : Martin
- 1980 : Au-delà du réel (Altered States) de Ken Russell : Arthur Rosenberg
- 1981 : Le Prince de New York (Prince of the City) de Sidney Lumet : Santimassino
- 1981 : Absence de malice (Absence of Malice) de Sydney Pollack : Elliott Rosen
- 1981 : C'est ma vie, après tout ! (Whose Life Is It Anyway?) de John Badham : Carter Hill
- 1984 : 2010 : L'Année du premier contact de Peter Hyams : Dr R. Chandra
- 1988 : End of the Line de Jay Russell : Warren Gerber, le président de Southland
- 1989 : Dead Bang de John Frankenheimer : Elliott Webley
- 1990 : Alice de Woody Allen : Sid Moscowitz
- 1991 : Unnatural Pursuits
- 1991 : Le Petit Homme (Little Man Tate) de Jodie Foster : L'animateur
- 1992 : Bob Roberts de Tim Robbins : Michael Janes
- 1993 : Amos et Andrew (Amos & Andrew) de E. Max Frye (en) : Dr Roy 'R.A.' Fink
- 1993 : Le Concierge du Bradbury (For Love or Money) de Barry Sonnenfeld : Ed Drinkwater
- 1994 : Les Héritiers affamés (Greedy) de Jonathan Lynn : Ed
- 1994 : L'Or de Curly (City Slickers II: The Legend of Curly's Gold) de Paul Weiland : Dr Jeffrey Sanborn
- 1996 : Pie in the Sky de Bryan Gordon : Paul Entamen
- 1996 : Waiting for Guffman de Christopher Guest : Lloyd Miller
- 1996 : Conversation with the Beast d'Armin Mueller-Stahl : Mr. Webster
- 1997 : The Definite Maybe de Rob Rollins Lobl et Sam Sokolow : Wolfe Rollins
- 1997 : Clockwatchers de Jill Sprecher : Milton Lasky
- 1997 : Harry dans tous ses états (Deconstructing Harry) de Woody Allen : Richard
- 1999 : Broadway, 39e rue (Cradle Will Rock) : Harry Hopkins
- 1999 : Jakob le menteur (Jakob the Liar) : Kowalsky
- 1999 : Natural Selection : Dr William Powell
- 1999 : Un de trop (Three to Tango) : Decker
- 2000 : Tex, the Passive-Aggressive Gunslinger : Tex
- 2000 : Bêtes de scène (Best in Show), de Christopher Guest : Dr Theodore W. Millbank III
- 2001 : Le Mexicain (The Mexican) de Gore Verbinski : Bernie Nayman
- 2001 : Plan B : James
- 2001 : Ghost World de Terry Zwigoff : le père d'Enid
- 2001 : Gosford Park de Robert Altman : Morris Weissman
- 2001 : The Majestic de Frank Darabont : Elvin Clyde
- 2002 : Le Smoking (The Tuxedo) : Winton Chalmers
- 2003 : A Mighty Wind, titre québécois Les Grandes Retrouvailles) de Christopher Guest : Jonathan Steinbloom
- 2004 : Marie and Bruce de Tom Cairns (de) : Roger
- 2004 : Scene Stealers : Jonathan Crouch Esq.
- 2005 : Truman Capote (Capote) de Bennett Miller : William Shawn
- 2005 : Chassé-croisé à Manhattan (Trust the Man) de Bart Freundlich
- 2006 : La Jeune Fille de l'eau (Lady in the Water) de M. Night Shyamalan : M. Farber
- 2007 : Le Goût de la vie (No reservations) de Scott Hicks : Le thérapeute
- 2009 : Rage de Sally Potter : Mr. White
- 2010 : Howl de Rob Epstein et Jeffrey Friedman : juge Clayton Horn
- 2011 : Un monstre à Paris (A Monster in Paris) de Bibo Bergeron : Inspector Pâté
- 2012 : Moonrise Kingdom de Wes Anderson : le narrateur
- 2013 : Apprenti Gigolo (Fading Gigolo) de John Turturro : Sol
- 2014 : Monuments Men (The Monuments Men) de George Clooney : Preston Savitz
- 2014 : The Grand Budapest Hotel de Wes Anderson : M. Martin
- 2018 : L'Île aux chiens (Isle of Dogs) de Wes Anderson : King
- 2021 : The French Dispatch de Wes Anderson : Oncle Nick
- 2023 : Asteroid City de Wes Anderson : Larkings Executive
- 2023 : Tom Brady à tout prix (80 for Brady) de Kyle Marvin : Mark

#### Télévision
- 1971 : Marriage: Year One (téléfilm) : Bernie
- 1987 : Invisible Thread (téléfilm)
- 1990 : Le Visage du tueur (The Face of Fear) (téléfilm) : Ira Preduski
- 1992-1993 : Seinfeld : Russel Dalrymple (saison 4)
- 1996 : Changement de décors (en) (The Late Shift) (téléfilm) : Warren Littlefield
- 1998 : Giving Up the Ghost (téléfilm) : Bob
- 1999 : Vote sous influence (Swing Vote) (téléfilm) : Justice Eli MacCorckle
- 1999 : Friends : Frank Buffay
- 2004 : Gerald L'Ecuyer: A Filmmaker's Journey (téléfilm)
- 2005 : The Exonerated (en) (téléfilm)
- 2008 : Recount : Ben Ginsberg (téléfilm)
- 2011 : The Good Wife : Gordon Higgs (saison 3, épisode 7)
- 2011 : Web Therapy : Ted Mitchell
- 2013 : Muhammad Ali's Greatest Fight (téléfilm) de Stephen Frears
- 2017 : Wormwood  : docteur Harold A. Abramson
- 2019 : The Politician : Keaton Hobart
- 2021 : Directrice : Professeur Elliot Rentz
- 2025 : Severance : Mark Wilkins (saison 2, épisodes 1 et 2)

### comme réalisateur
- 1983 : The Brass Ring (TV)
- 1989 : Parents
- 1992 : Amazing Stories: Book Five (vidéo)
- 1993 : My Boyfriend's Back
- 1994 : The Last Good Time
- 1995 : Legend (série TV)
- 1997 : SUBWAYStories: Tales from the Underground (en) (TV)
- 1999 : Strangers with Candy (série TV)
- 1999 : Un agent très secret (Now and Again) (série TV)
- 2000 : Deadline (série TV)
- 2001 : Temps mort (série TV)
- 2004 : No Joking (TV)
- 2005 : Hopeless Pictures (série TV)
- 2005 : The Exonerated (TV)
- 2007 : Bernard et Doris (Bernard and Doris) (TV)
- 2008 : Swingtown (série TV)
- 2009 : Georgia O'Keefe (TV)

### comme producteur
- 1994 : The Last Good Time
- 1997 : The Definite Maybe
- 2001 : Gosford Park
- 2002 : Lost in the Snow (vidéo)
- 2005 : Celebrity Charades (série TV)
- 2006 : The Minor Accomplishments of Jackie Woodman (en) (série TV)
- 2006 : Bernard et Doris (Bernard and Doris)
- 2006 : Beautiful Hills of Brooklyn

### comme scénariste
- 1994 : The Last Good Time
- 2004 : No Joking (TV)

## Vie privée
Il parle très bien le français comme il l'a prouvé dans l'émission Vivement dimanche prochain du 2 mars 2014 pour la sortie du film Monuments Men (The Monuments Men) de George Clooney.

## Voix françaises
| - Patrice Dozier dans : - Le Goût de la vie - Apprenti Gigolo - Pitch (série télévisée) - Condor (série télévisée) - Tom Brady à tout prix (en) - Severance (série télévisée) - Denis Boileau dans : - Alice - L'Or de Curly - Harry dans tous ses états - Jakob le menteur - The French Dispatch - Jean-Pol Brissart dans : - La Jeune Fille de l'eau - Moonrise Kingdom - Directrice (série télévisée) - Philippe Ogouz dans : - Rencontres du troisième type (1er doublage) - Au-delà du réel - Hubert Drac dans : - Dead Bang - Greedy - Bernard Alane dans : - Le Mexicain - Le Smoking | - Féodor Atkine dans : - Monuments Men - I Am the Pretty Thing That Lives in the House Et aussi - Bernard Métraux dans Rencontres du troisième type (2e doublage) - Jean-Pierre Dorat dans Le Prince de New York - François Nocher dans Absence de malice - Maurice Sarfati dans 2010 : L'Année du premier contact - Jean-Pierre Leroux dans Le Concierge du Bradbury - Éric Legrand dans Changement de décors - Raymond Acquaviva dans Gosford Park - Olivier Granier dans The Majestic - Frédéric Cerdal dans Truman Capote - Michel Prud'homme dans Mascots - Yvan Attal dans L'Île aux chiens - Gérard Darier dans Web Therapy (série télévisée) - Hervé Bellon dans Show Me a Hero (série télévisée) - Hervé Caradec dans The Politician (série télévisée) |